# Мельдау, Ульрих
Ульрих Мельдау (нем. Ulrich Meldau; род. 1963) — швейцарский органист.
Окончил Цюрихскую консерваторию, ученик Эриха Фолленвидера. Занимался также под руководством Жана Гийю. Одновременно в 1980-е гг. играл на клавишных инструментах в джаз-рок-группе «Split», участвовал в Джазовом фестивале в Монтрё.
В 1989 г. сменил своего наставника Фолленвидера в должности титулярного органиста церкви Энге в одноимённом районе Цюриха. С 1990 г. руководит также приходским хором. Концертировал в России (Санкт-Петербург — в рамках культурной программы Петербургского международного экономического форума 2013 года, Москва, Архангельск) а также в Нью-Йорке, Вене, Гамбурге, Будапеште, Кракове.
Среди многочисленных записей Мельдау — Римский концерт Альфредо Казеллы, Концертная симфония для органа с оркестром Жозефа Йонгена, органные концерты Георга Фридриха Генделя, Йозефа Райнбергера, Шарля Мари Видора, Франсиса Пуленка, Марселя Дюпре, Марко Энрико Босси.
Жена — органистка Барбара Мельдау, урождённая Дзевеж (пол. Barbara Meldau-Dziewierz).